# Monedas fenicias

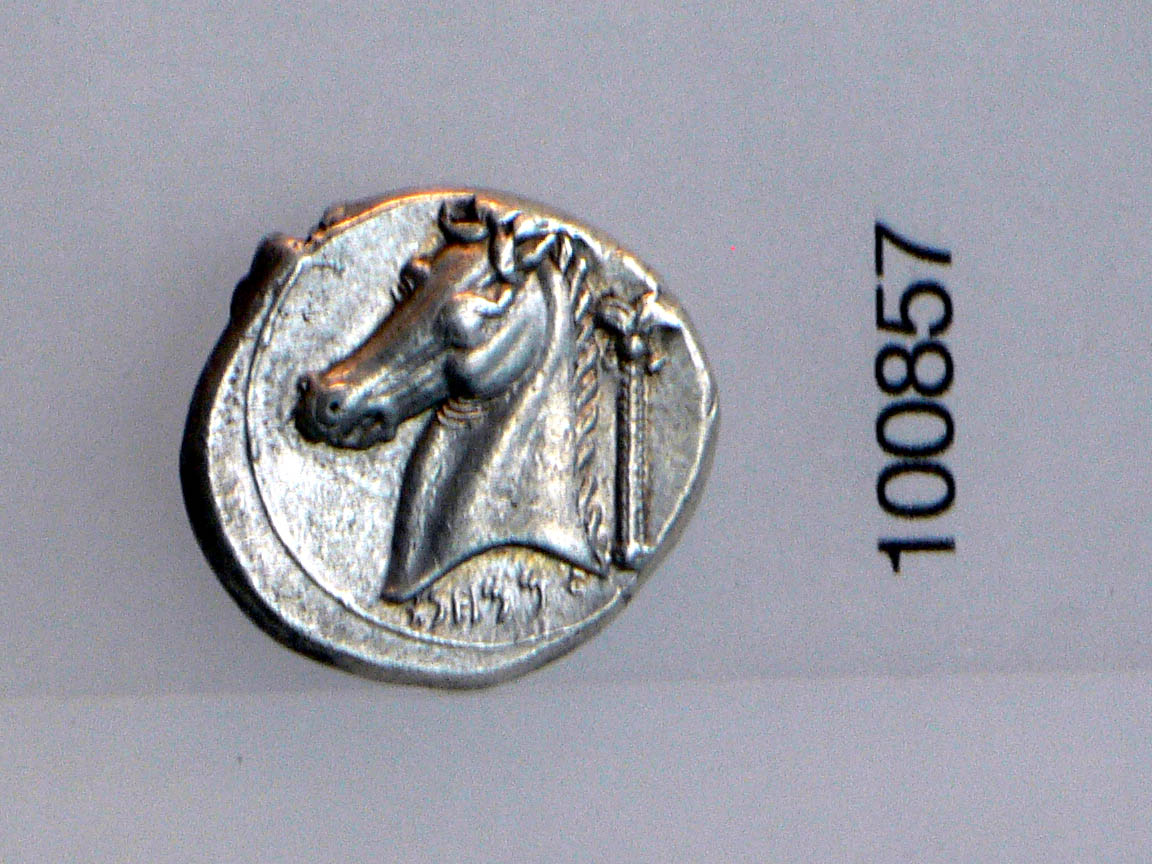
Moneda con la efigie de un caballo.

Las monedas fenicias propiamente dichas de las ciudades estado fenicias se acuñaron en el territorio de la antigua Fenicia desde finales del siglo VI a. C. y siguieron hasta la conquista de Alejandro como propias de la satrapía de Fenicia bajo el imperio de los persas de la dinastía aqueménida. 
Terminó la acuñación púnica en Cartago con la ruina de la ciudad en el 147 a. C. pero continuó en varios pueblos de África y España bajo el dominio de Roma.

## Origen de la moneda
Los fenicios eran, principalmente, comerciantes, por lo tanto usaban dinero antes de que los griegos inventaran la moneda, usaban trocitos de plata y otros materiales desde el siglo X a. C. procedentes de Anatolia, luego llevarían sus métodos y maquinaria a Cerdeña donde también extraerían plata  alrededor del siglo VIII a. C. y también de España, mucho antes de colonizarla alrededor del siglo IX donde tuvieron que desarrollar nueva técnicas debido a que estos  minerales de plata  son bajos en plomo, posiblemente fuera la abundancia de este metal preciado la principal razón que trajo los fenicios a España.

## Tipos de moneda según ciudad estado

### Sidón.
La moneda más antigua data del 450-435 a. C. hecha de plata y más tarde de bronce. Por un lado, tiene la representación de un barco y por la otra cara tiene al rey en un carro junto a un auriga y una tercera persona a pie al lado del carro que debía ser el rey local del lugar vestido como un sumo sacerdote.

### Tiro.
Primero se inspiraron en Egipto, utilizando el búho con el báculo y el flagelo. Luego alrededor del 435-400 a. C.se empezaron a usar motivos propios como el murex  del cual se extraía el tinte morado, el delfín y el cedro

### Gebal (Biblos).
Las primeras monedas aparecen alrededor del año 425 a. C. también bajo influencia egipcia, en una cara se puede ver una esfinge con la doble corona egipcia y en la otra cara podemos ver una flor de loto, a veces podemos ver escrito en fenicio una inscripción que significa: rey de Gebal.

### Cartago.
Las primeras monedas aparecen en el 410-390 a. C. fueron creadas para pagar la intervención militar cartaginesa en Sicilia. Sus principales motivos eran la palmera y el caballo que normalmente era solo la cabeza y de perfil, aunque también podía aparecer el caballo entero, en algunas monedas también se puede observar una Nike alada volando por encima del caballo. Eran de plata y más también de oro. El motivo de la iconografía del caballo más aceptada es que representa a Baal Hammon el dios principal de los cartaginenses, aunque también puede referirse a una leyenda por la cual, según el historiador romano, Marco Juniano Justino, que explica que en la fundación de la ciudad se encontraron una cabeza de caballo en el suelo y se interpretó como un presagio de la buena fortuna de la ciudad. La palmera puede ser dado que la palabra griega para referirse a palmera es la misma para referirse a Fenicia.
Los arqueólogos también encontraron monedas en otros sitios fenicios, como Arados y Kition estrechamente relacionada con la dinastía tiria. Sin embargo, es esencial especificar que un gran se encontraron cantidades de monedas en puertos comerciales como: Sicilia, Cerdeña, Cádiz, etc. Todas esas monedas, recuperadas de esos diversos sitios, tenían una denominación común: elementos marinos como un bote, caballito de mar, delfín o el atún. La moneda también refleja la riqueza de las ciudades con elementos como: el murex y el cedro.